# Jan II Kastriota
Jan II Kastriota lub Jan Kastriota (alb. Gjon Kastrioti, wł. Ioanne Castriota lub Giovanni Castriota, ur. między styczniem a czerwcem 1456, zm. 1505 lub 2 sierpnia 1514 w Canosa di Puglia) – albański książę i hrabia, syn Skanderbega i Doniki Kastrioti.

## Życiorys
Po śmierci Skanderbega w 1468 roku, dwunastoletni wówczas Jan Kastriota zwrócił się z prośbą do króla Neapolu Ferdynanda I o możliwość schronienia się wraz ze swoją matką na terenie jego królestwa. Jan Kastriota odziedziczył hrabstwa Monte Sant’Angelo i San Giovanni Rotondo, nadane w 1464 roku Skanderbegowi przez króla Neapolu za udzielenie pomocy w walce przeciwko Janowi II Andegaweńskiemu.
W 1474 roku sprzedał Republice Weneckiej zamek w Krui.
W 1481 roku wziął udział w odzyskaniu miasta Otranto, okupowanego przez Imperium Osmańskie, za co został zwolniony z płacenia podatku od lenn. W lipcu tego roku osiedlił się w Himarze, następnie dowodził wojskami buntującymi się przeciwko Imperium Osmańskiemu w celu wyzwolenia terenu Albanii. Wspierał również siły Iwanowi I Crnojević, których celem było wyzwolenie Księstwa Zety; udzielił również wsparcia greckiemu powstańcowi Krokodeilosowi Kladasowi. Antyosmańskie powstanie zakończyło się klęską, a Jan Kastriota wrócił na teren Apulii.
W 1483 roku otrzymał zadanie ufortyfikowania miasta Vieste.
2 sierpnia 1485 roku Jan Kastriota przekazał Ferdynandowi I władzę nad miastami Monte Sant’Angelo i San Giovanni Rotondo w zamian za Soleto i Galatinę; uzyskał również wypłatę w postaci 1800 dukatów rocznie.
Dnia 2 października 1495 roku uzyskał również władzę nad miastami Gagliano del Capo oraz Oria.

## Życie prywatne
Był żonaty z Jeriną Branković, córką Łazarza II Brankovicia i Heleny Paleolog . Z Jeriną miał sześcioro dzieci: Giorgia, Constantina, Federica, Alfonso, Ferrantego i Marię.